# Forquetinha
Forquetinha är en kommun i Brasilien.   Den ligger i delstaten Rio Grande do Sul, i den södra delen av landet, 1 600 km söder om huvudstaden Brasília. Antalet invånare är 2 473.
Omgivningarna runt Forquetinha är en mosaik av jordbruksmark och naturlig växtlighet. Runt Forquetinha är det tätbefolkat, med 442 invånare per kvadratkilometer.